# Hohe Schule (Berg)
Die Hohe Schule, früher auch Aalhauck genannt, nahe Völkershausen im bayerischen Landkreis Rhön-Grabfeld ist mit etwa 538 m ü. NHN der höchste Berg im Östlichen Rhönvorland.

## Geographie

### Lage
Die Hohe Schule erhebt sich am Ostrand des Biosphärenreservats Rhön, dessen Grenze in Nord-Süd-Richtung über die Berghochlagen verläuft. Ihr Gipfel liegt 1,8 Kilometer ostsüdöstlich der Dorfkirche von Völkershausen (zu Willmars), 2,6 km nordnordwestlich von jener Eußenhausens (zu Mellrichstadt) und 2,5 km (jeweils Luftlinie) südsüdwestlich der Kirche von Hermannsfeld (zu Rhönblick). Über die Gipfelregion verläuft in Nord-Süd-Richtung die Grenze der Gebiete von Willmars (im Westen) und Mellrichstadt (im Osten). Außerdem verläuft die Rhein-Weser-Wasserscheide hinüber. Östlich des Berges entspringt der Ellenbach und nordwestlich die Linz.

### Naturräumliche Zuordnung
Die Hohe Schule gehört in der naturräumlichen Haupteinheitengruppe Osthessisches Bergland (Nr. 35) und in der Haupteinheit Vorder- und Kuppenrhön (mit Landrücken) (353) zur Untereinheit Östliches Rhönvorland (353.3).

## Geologie und Geomorphologie
Die Hohe Schule besteht aus Muschelkalk, womit sich der Berg gegenüber der Rhön und dem Vorland westlich des Willmarser Sattels unterscheidet. Aufgrund des Gesteins ist ein flaches Gipfelplateau entstanden. Nach Westen geht eine Abbruchkante steil ab, nach Norden und Osten ist der Hang stark geneigt. Am flachsten fällt der Berg nach Süden ab.

## Vorgeschichtliche Wallanlage
Auf der Hohen Schule befand sich eine Befestigung aus der Hallstatt- bzw. Latènezeit. Es wird angenommen, dass sie der Überwachung des Handelsweges durch das Ellenbachtal diente. Die Anlage bestand aus einem Graben-Wall-System mit aufgesetzter Mauer. Die umfasste Fläche betrug 5,5 ha. Bei einer Grabung wurden hallstattzeitliche Scherben und aus der Latènezeit ein blaues Glasarmringbruchstück, eine Bronzefibel und ein erhaltener runder Mühlstein sowie weitere acht Bruchstücke derartiger Mühlsteine gefunden. Es fand bisher nur eine Notgrabung in den 1980er Jahren wegen der Errichtung eines Forstweges statt. Eine planmäßige Grabung steht noch aus.

## Wandern und Aussichtsmöglichkeiten
Die Hohe Schule ist durch Forstwege erschlossen. Über ihre Nordflanke führen die europäischen Fernwanderwege E3 und E6. Außerdem verläuft der (Vor-)geschichtliche Wanderweg Völkershausen über den Berg. Mehrere Tafeln erklären die vorhandenen Wälle. Auf dem Berg gibt es mehrere Sitzgelegenheiten mit einer Tafel. Vom Gipfel selbst hatte man früher eine gute Aussicht nach Thüringen, die in letzter Zeit durch Baumbewuchs zugewachsen ist. Der Blick nach Völkershausen ist hingegen frei.

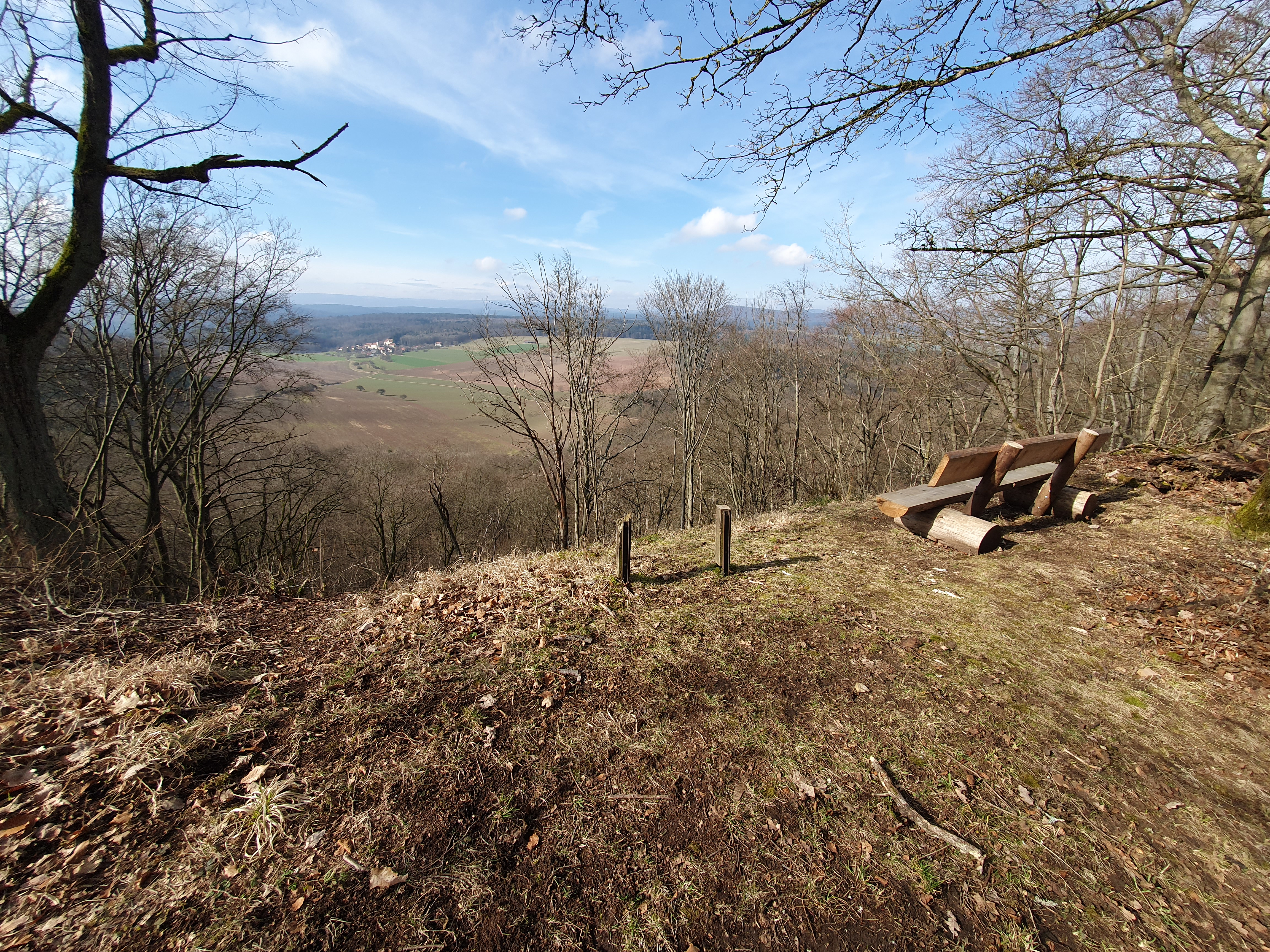
Blick von der Hohen Schule nach Völkershausen Anfang März